# Pentagonia lobata
Pentagonia lobata är en måreväxtart som beskrevs av Charlotte M. Taylor. Pentagonia lobata ingår i släktet Pentagonia och familjen måreväxter.
Artens utbredningsområde är Costa Rica. Inga underarter finns listade i Catalogue of Life.